# Imigração brasileira no Suriname
Os brasileiros no Suriname formam uma grande comunidade que consiste principalmente de garimpeiros. O número de brasileiros no país é estimado em 40 000, quase 10 por cento da população. Supostamente o Suriname tem a maior comunidade de brasileiros que qualquer outra nação da CARICOM.

## Trabalho
A baixa densidade populacional do Suriname e a abundância de recursos naturais têm atraído inúmeros imigrantes do vizinho Brasil. Ao longo da última década, por volta de 40 mil brasileiros, a maioria imigrantes ilegais, mudaram-se para o Suriname, um país com cerca de meio milhão de habitantes. Muitos, se não a maioria dos brasileiros no Suriname trabalham como mineiros de pequena escala de ouro na cidade de Albina, que se tornou primeiramente uma base para garimpeiros nômades.

## Distúrbios em Albina
A mineração de ouro em Albina é tipicamente ambientalmente destrutivo e que muitas vezes resulta em confrontos entre os garimpeiros e os povos indígenas.
No final de dezembro de 2009, uma série de motins ocorreram quando habitantes locais quilombolas atacaram os garimpeiros brasileiros, chineses, colombianos e peruanos depois que um homem teria sido morto a facadas por um brasileiro. O governo brasileiro enviou uma missão diplomática em 27 de dezembro de 2009 para prestar assistência às vítimas brasileiras. Cinco brasileiros retornaram ao Brasil em 27 de dezembro em um avião da Força Aérea Brasileira. Em 28 de dezembro, um avião com capacidade para 40 pessoas foi enviado para a cidade com o objetivo de resgatar mais brasileiros.